# Corallinophycidae
Sous-classe
Les Corallinophycidae sont une sous-classe d'algues rouges de la classe des Florideophyceae. 

## Liste des ordres
Selon AlgaeBase (4 juil. 2012) :
- ordre des Corallinales P.C.Silva & H.W.Johansen
- ordre des Rhodogorgonales S.Fredericq, J.N.Norris, & C.Pueschel
- ordre des Sporolithales Le Gall, Payri, Bittner & G.W.Saunders

Selon World Register of Marine Species (4 juil. 2012) :
- ordre des Corallinales
- ordre des Rhodogorgonales